# Manuel Renaud
Manuel Renaud est l'une des six paroisses civiles de la municipalité d'Antonio Díaz dans l'État de Delta Amacuro au Venezuela. Sa capitale est Araguabisi.

## Géographie

### Démographie
Hormis sa capitale Araguabisi, la paroisse civile possède plusieurs localités :
- Araguabisi
- Coboina
- El Borbollón
- Joruajito
- Mabasanuca
- Moninoco
- Siaguani